# İzmit
İzmit (das antike Nikomedia), oft fälschlicherweise nur Kocaeli genannt, ist eine türkische Stadt in der Provinz Kocaeli. Sie zählt gegenwärtig über 360.000 Einwohner, Tendenz steigend. İzmit liegt am Marmarameer, grenzt im Osten an die Provinz Sakarya und ist von hohen Bergen umgeben. İzmit ist Verwaltungszentrum der Provinz Kocaeli, in der nahezu zwei Millionen Menschen leben. Zu den Stadtteilen der „Kernstadt“ gehör(t)en Saraybahçe und Bekirpaşa. İzmit ist heute ein wichtiges und aufstrebendes Industriezentrum am östlichen Rand der Metropole Istanbul.

## Geschichte

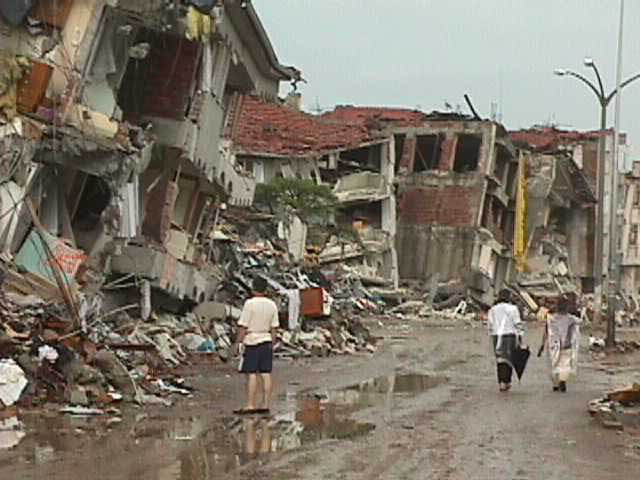
Erdbebenschäden in İzmit (26. August 1999).

Die Stadt wurde unter dem Namen Nikomedeia vom bithynischen König Nikomedes I. 264 v. Chr. als Hauptstadt von Bithynien gegründet. 74 v. Chr. gelangte sie nach dem Tode König Nikomedes IV. testamentarisch ans Römische Reich.
183 v. Chr. beging Hannibal im heutigen Gebze in der Nähe von Nikomedia Selbstmord.
Plinius der Jüngere war zeitweise Statthalter von Bithynien mit Sitz in Nikomedia. Bekannt ist Plinius durch die bis heute erhaltene Sammlung seiner Briefe an den römischen Kaiser Traian, die auch eine wichtige Quelle für die frühe Geschichte des Christentums und seiner Verfolgung im Römischen Reich darstellen.
Kaiser Diokletian, 284 in der Nähe der Stadt zum Kaiser erhoben, baute Nikomedia zu seiner Residenz aus. Von Nikomedia aus organisierte er die umfassendste Christenverfolgung im Römischen Reich. Am 30. April 311 wurde in Nikomedia das Toleranzedikt des Kaisers Galerius publiziert, welches das Christentum zur erlaubten Religion machte. Konstantin der Große starb 337 in Achyron(a), einem Vorort von Nikomedia.
Die heilige Barbara (Märtyrerin) soll im 3. Jahrhundert in Nikomedia gelebt haben, ebenso die Heilige Juliana von Nikomedia. 1075 eroberte Süleyman, Sohn des Kutalmiş, Nikomedia. Es gehörte damit kurzzeitig zum Reich der Rum-Seldschuken, bis es 1085 wieder an Byzanz zurückgegeben wurde. 1338 wurde Nikomedeia von den Osmanen eingenommen.
Am 2. Januar 1879 explodierte das britische Kriegsschiff Thunder in der Bucht von Izmit. Es gab neun Tote.
Der Schriftsteller und Politiker Ali Kemâl Bey, Urgroßvater des britischen Politikers Boris Johnson, wurde am 6. November 1922 auf Geheiß des Nureddin Pascha von einem Mob in İzmit erschlagen. Er wurde in der Nähe ohne Grabstein begraben.
Bei einem verheerenden Erdbeben am 17. August 1999, bei dem das Epizentrum in İzmit lag, kamen nach offiziellen Angaben rund 18.000 Menschen ums Leben, ca. 44.000 wurden verletzt. Die Stadt wurde schwer beschädigt. Ursache des Bebens waren angestaute Spannungen an einem Abschnitt der Nordanatolischen Verwerfung, die die Anatolische Platte von der Eurasischen Platte trennt.

## Verwaltung
Durch das Gesetz Nr. 5747 erfolgten 2008 einige Änderungen im zentralen Landkreis (Merkez İlçe) der Provinzhauptstadt.
Von den bestehenden Stadtgemeinden (Belediye) wurden einige eingegliedert bzw. umbenannt:
- Bahçecik, Yeniköy und Yuvacık (vom Bucak Akmeşe) sowie Kullar (vom Merkez Bucak) kamen zu Karşıyaka (vordem im Bucak Bahçecik), das nun in Başiskele umbenannt wurde,
- Arslanbey, Sarımeşe, Suadiye und Uzunçiftlik (vom Merkez Bucak) sowie Acısu, Büyükderbent, Esme, Masukiye und Uzuntarla (vom Bucak Derbent) kamen zu Köseköy (vormals im Merkez Bucak), das nun in Kartepe umbenannt wurde,
- Alikahya, Bekirpaşa, Kuruçeşme (vom Merkez Bucak) sowie Akmeşe (vom Bucak Akmeşe) kamen zu Saraybahçe, das nun in Izmit umbenannt wurde.

Aus diesen drei Gemeinden wurden drei eigenständige Landkreise bzw. Stadtbezirke gebildet:
- Başiskele (61.720 Einw. in 29 Mahalle),
- Kartepe (80.221 Einw. in 52 Mahalle) und
- Izmit, das eigentliche „Kernstadtstadtzentrum“ mit 287.970 Einw. in 52 Mahalle

zusammen also 429.911 Einwohner in 133 Mahalle. Stand Ende 2008. Die Zahlen basieren auf dem 2007 eingeführten adressbasierten Einwohnerregister (ADNKS).
Ebenso wurden die 68 (Köy) Dörfer des zentralen Landkreises auf die drei neuen Kreise/Stadtbezirke aufgeteilt:
- zum Kreis İzmit kamen 50 Dörfer (Ende 2008: 18.545 Einw.),
- zum Kreis Kartepe 10 Dörfer mit 7.675 Einw. und
- zum Kreis Başiskele 8 Dörfer mit 3.401 Einwohnern.

Im Zuge der Verwaltungsreform ab 2013 wurden dann diese Dörfer aufgelöst und zu Mahalles herabgestuft. Somit stieg die Zahl der Mahalles zwischen Ende 2012 und Ende 2013 von 133 auf 171. Ihnen stand und steht ein Muhtar als oberster Beamter vor.

## Bevölkerung

### Bevölkerung der Mahalle
Die bevölkerungsstärksten Mahalle der drei neuen Kreise sind:

| Mahalle                  | Belediye       | Einwohner |
| ------------------------ | -------------- | --------- |
| Yenişehir Mah.           | İzmit Bel.     | 24.206    |
| Yahyakaptan Mah.         | İzmit Bel.     | 23.211    |
| Fatih Sultan Mehmet Mah. | Kartepe Bel.   | 15.008    |
| Yeşilova Mah.            | İzmit Bel.     | 14.644    |
| Ataevler Mah.            | Kartepe Bel.   | 14.062    |
| Barbaros Mah.            | Başiskele Bel. | 13.006    |
| Serdar Mah.              | İzmit Bel.     | 12.811    |
| Tavşantepe Mah.          | İzmit Bel.     | 12.737    |
| Kadıköy Mah.             | İzmit Bel.     | 11.491    |
| Yeşilyurt Mah.           | Başiskele Bel. | 11.476    |
| Erenler Mah.             | İzmit Bel.     | 11.153    |
| M.Alipaşa Mah.           | İzmit Bel.     | 11.112    |
| Tepeköy Mah.             | İzmit Bel.     | 10.910    |

Durchschnittlich wohnten Ende 2020 3.509 Menschen in jedem der 171 Mahalle.
Die Zahlen basieren auf dem 2007 eingeführten adressbasierten Einwohnerregister (ADNKS).

### Stadtentwicklung
Nachfolgende Tabelle gibt Auskunft über die Entwicklung der Einwohnerzahlen von Stadt (Şehir) İzmit, Kreis (Merkez İlçe) und Provinz (İl) Kocaeli. Die Zahlen wurden den als PDF-Dateien veröffentlichten Ergebnisse der Volkszählungen der angegebenen Jahre entnommen, abrufbar über die Bibliothek des TURKSTAT (TÜİK)
| Region                     | 1927       | 1935       | 1940       | 1945       | 1950       | 1955       | 1960       | 1965       | 1970       | 1975       | 1980       | 1985       | 1990       | 2000       |
| -------------------------- | ---------- | ---------- | ---------- | ---------- | ---------- | ---------- | ---------- | ---------- | ---------- | ---------- | ---------- | ---------- | ---------- | ---------- |
| Stadt (Şehir)              | 14.637     | 18.693     | 29.120     | 28.352     | 36.037     | 55.507     | 73.488     | 89.547     | 120.694    | 165.483    | 190.423    | 233.338    | 256.882    | 195.699    |
| zentraler Kreis00 (Merkez) | 55.778     | 71.766     | 79.793     | 83.564     | 98.507     | 118.303    | 142.159    | 164.885    | 206.334    | 267.811    | 318.576    | 385.595    | 377.377    | 373.034    |
| Provinz (İl)               | 299.093    | 335.292    | 375.530    | 416.058    | 474.644    | 253.174    | 297.463    | 335.518    | 385.408    | 477.736    | 596.899    | 742.245    | 936.163    | 1.206.085  |
| Türkei                     | 13.648.270 | 16.158.018 | 17.820.950 | 18.790.174 | 20.947.188 | 24.064.763 | 27.754.820 | 31.391.421 | 35.605.176 | 40.347.719 | 44.736.957 | 50.664.458 | 56.473.035 | 67.803.927 |

## Sehenswürdigkeiten

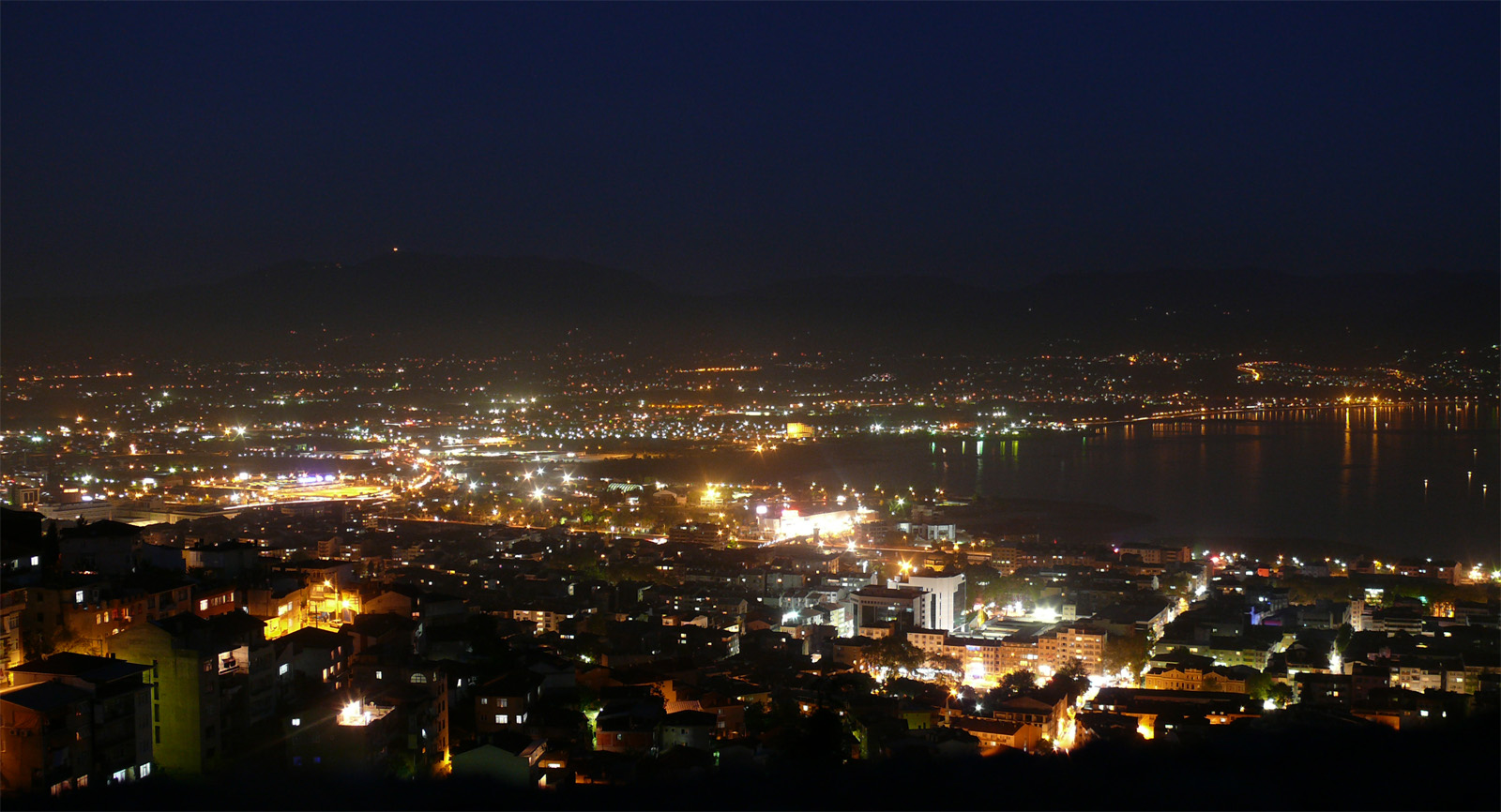
Golf von İzmit in der Nacht.

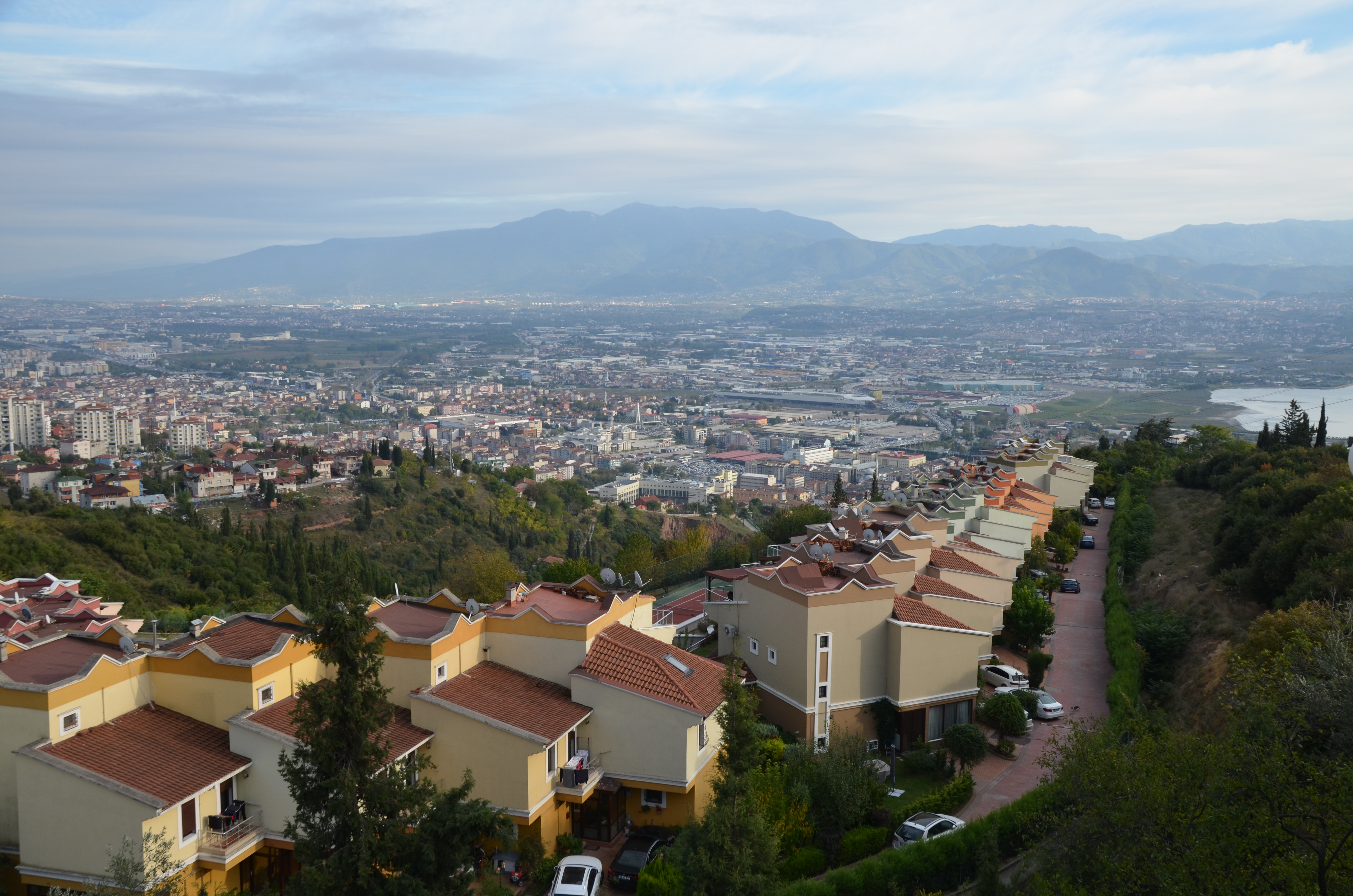
Blick auf die Stadt und den Golf von İzmit bei Tag.

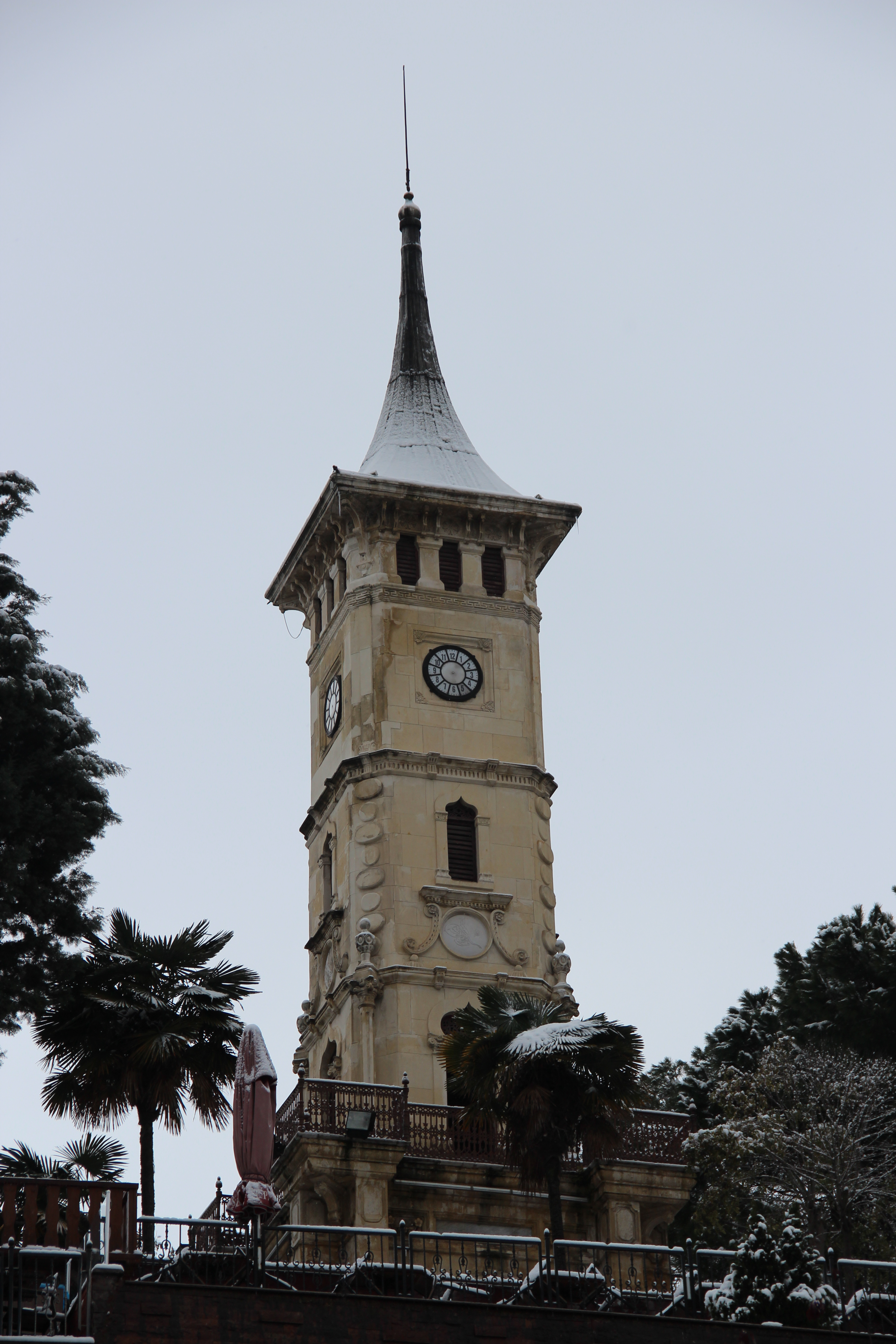
Der Uhrturm von İzmit, das Wahrzeichen der Stadt.

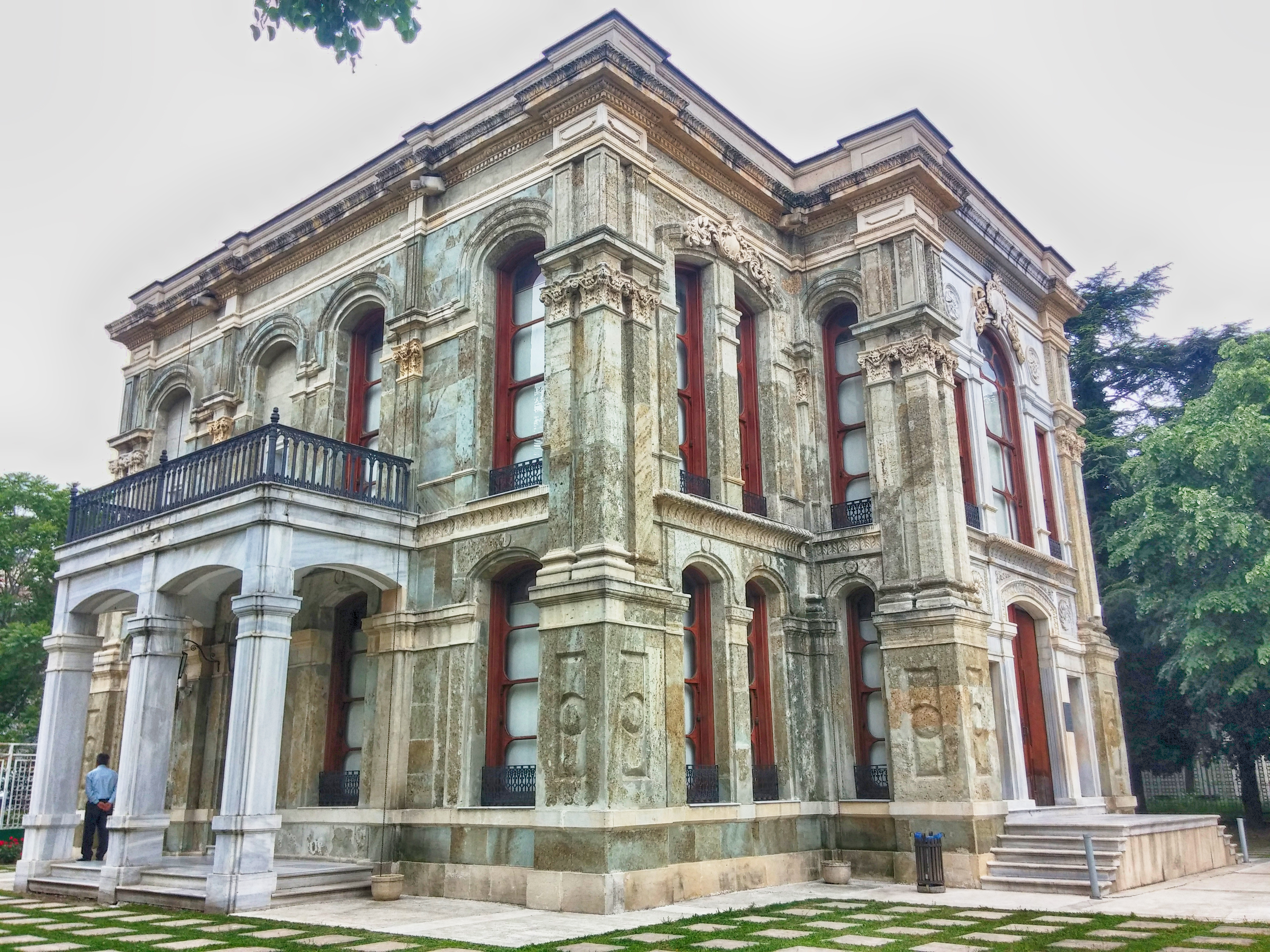
Av Köşkü, das Jagdschlösschen des Sultans Abdülaziz.

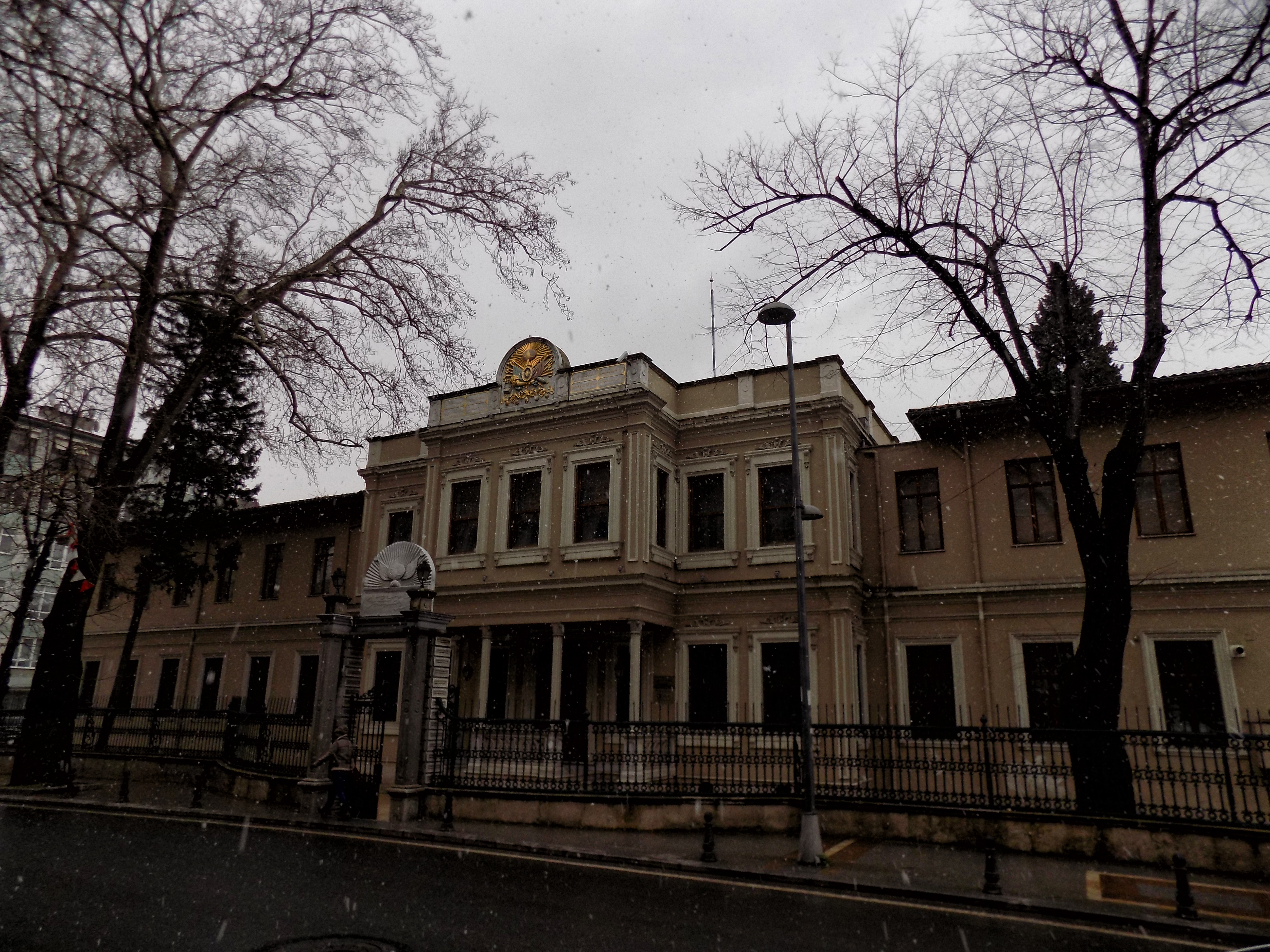
Atatürk und Redif Museum.

- Der Uhrturm von İzmit wurde vom Mystiker Musa Kâzım Bey im Jahr 1901 für den Sultan Abdülhamid II., der seine 25-jährige Thronbesteigung feierte, erbaut und gilt heute als Wahrzeichen von İzmit.
- Av Köşkü: ein zweistöckiges, im Barockstil erbautes Gebäude, das Sultan Abdülaziz als Jagdschlösschen diente. Es befindet sich direkt neben dem bekannten Uhrturm von İzmit. 1967 wurde es in ein Museum umgewandelt, in dem hellenistische, römische und byzantinische Grabsteine, Kleidungen, Statuen, Büsten, Schriften und Abdülaziz' persönliche Gegenstände ausgestellt sind.
- Atatürk und Redif Museum: ein zweistöckiges, in den Jahren 1889–1890 erbautes Gebäude, das, bis es beim Erdbeben von 1999 beschädigt wurde, als Militärgericht diente. Bis 2011 wurde es restauriert und 2012 in ein Museum umgewandelt. Das Museum beherbergt Gegenstände von Mustafa Kemal Atatürk, militärische Artefakte im Zusammenhang mit dem türkischen Befreiungskrieg sowie eine ethnografische Abteilung.
- İzmit Kalesi: das Kastell liegt auf einem Hügel nördlich von İzmit. Die Mauern und das Innere des Kastells stammen aus der römischen Epoche.
- Nymphaion: Dieser Brunnen wurde im 2. Jahrhundert von den Römern erbaut und ist den Nymphen gewidmet.
- Die ehemalige Papierfabrik SEKA, gegründet 1936 und geschlossen 2005, war die erste großindustrielle Anlage der Türkei. Sie wird gegenwärtig in ein Industriemuseum umgewandelt.

## Klimatabelle
|                        | Jan  | Feb  | Mär  | Apr  | Mai  | Jun  | Jul  | Aug  | Sep  | Okt  | Nov  | Dez   |   |      |
| Mittl. Temperatur (°C) | 6,3  | 6,5  | 8,5  | 13,1 | 17,5 | 21,9 | 23,9 | 23,9 | 20,4 | 16,1 | 11,4 | 8,3   | ⌀ | 14,9 |
| Mittl. Tagesmax. (°C)  | 9,8  | 10,4 | 13,1 | 18,4 | 23,2 | 27,6 | 29,5 | 29,7 | 26,0 | 20,8 | 15,6 | 11,6  | ⌀ | 19,7 |
| Mittl. Tagesmin. (°C)  | 3,4  | 3,2  | 4,9  | 8,8  | 12,9 | 17,0 | 19,3 | 19,6 | 16,2 | 12,7 | 8,2  | 5,5   | ⌀ | 11   |
|                        |      |      |      |      |      |      |      |      |      |      |      |       |   |      |
| Niederschlag (mm)      | 96,5 | 79,9 | 73,6 | 55,4 | 44,9 | 50,9 | 46,2 | 42,9 | 50,0 | 96,6 | 90,4 | 103,7 | Σ | 831  |
|                        |      |      |      |      |      |      |      |      |      |      |      |       |   |      |
| Sonnenstunden (h/d)    | 2,2  | 2,7  | 3,8  | 5,1  | 6,6  | 8,2  | 8,4  | 8,1  | 6,5  | 4,4  | 3,1  | 2,2   | ⌀ | 5,1  |
|                        |      |      |      |      |      |      |      |      |      |      |      |       |   |      |
| Regentage (d)          | 17,3 | 15,9 | 13,8 | 11,7 | 9,5  | 9,0  | 6,2  | 5,2  | 7,4  | 13,0 | 13,7 | 17,3  | Σ | 140  |

| 3,4 |

| 3,2 |

| 4,9 |

| 8,8 |

| 12,9 |

| 17,0 |

| 19,3 |

| 19,6 |

| 16,2 |

| 12,7 |

| 8,2 |

| 5,5 |

| 3,4 |

| 3,2 |

| 4,9 |

| 8,8 |

| 12,9 |

| 17,0 |

| 19,3 |

| 19,6 |

| 16,2 |

| 12,7 |

| 8,2 |

| 5,5 |

İzmit befindet sich am Rande der gemäßigten Zone und der subtropischen Zone und hat nach Köppen ein feucht-subtropisches Klima (effektive Klimaklassifikation: Cfa). Die Sommer sind sehr warm bis heiß mit einer hohen Luftfeuchtigkeit und mit erheblichen Regenfällen, die oft als Starkregen fallen. Trotzdem weist İzmit im Sommer viele Sonnenstunden auf. Die Winter sind kühl und feucht mit höheren Niederschlägen als in den anderen Jahreszeiten, die oft als Schnee fallen. Im Winter sind zwar Nachtfröste häufig, aber Eistage mit einer Tageshöchsttemperatur unter 0 °C sind selten. Aufgrund der starken Bewölkung im Winter, ist die Anzahl der Sonnenstunden niedrig. Die wärmsten Monate sind der Juli und August mit 23,9 °C, der kälteste der Januar mit 6,3 °C im Durchschnitt. Die durchschnittliche Jahrestemperatur beträgt 14,9 °C. Durch die geographische Lage in einem Talkessel ist es in İzmit öfters einige Grad wärmer als in der umliegenden Landschaft.

## Bildung
In İzmit befindet sich die Kocaeli Üniversitesi mit insgesamt über 45.000 Studenten. Bis zum Völkermord an den Armeniern existierte hier das theologische Priesterseminar im damaligen Kloster von Armasch.

## Verkehr
İzmit liegt südlich der Autobahn O-4. Durch den Flughafen İzmit ist die Stadt an den Luftverkehr angebunden. Es besteht lediglich eine Flugverbindung nach Trabzon. Zudem liegt die Stadt an der Strecke der Anatolischen Eisenbahn, die hier wie eine Straßenbahn, aber auf einem abgetrennten Gleisbett, im Eiltempo in der Mitte einer belebten Geschäftsstraße den Ort durchquert.
Am 17. Juni 2017 ging eine neue Stadtbahn in den öffentlichen Betrieb.

## Partnerstädte
Deutsche Partnerstadt von İzmit ist Kassel.
Izmit hat acht Partnerstädte:
- Antalya (Türkei)
- Kassel (Deutschland)
- Ulsan (Südkorea)
- Jinan (China)
- Székesfehérvár (Ungarn)
- Manisa (Türkei)
- Dschibuti (Dschibuti)
- Maryland (Vereinigte Staaten)

## Persönlichkeiten

### Historische Zeit
- Arrian (Arrianus) von Nikomedien, 1. Jahrhundert
- Menodotos von Nikomedeia, 1. Jahrhundert
- Plinius der Jüngere, 1. Jahrhundert
- Heiliger Adrian von Nikomedien, 3. Jahrhundert
- Heilige Barbara von Nikomedien, 3. Jahrhundert
- Heilige Juliana von Nikomedien, 3. Jahrhundert
- Konstantin der Große, 3./4. Jahrhundert

### Personen der Neuzeit
- Meral Akşener (* 1956), Gründerin und Vorsitzende der İyi Parti
- Kerem Aktürkoğlu (* 1998), Fußballspieler
- Eray Ataseven (* 1993), Fußballspieler
- Koray Avcı (* 1978), Fußballspieler
- Onur Balkan (* 1996), Straßenradrennfahrer
- Ömer Aysan Barış (* 1982), Fußballspieler
- Ali Beratlıgil (1931–2016), Fußballspieler, -trainer und -funktionär
- Ali Demirboğa (* 1990), Eiskunstläufer
- Burak Demirboğa (* 1996), Eiskunstläufer
- Bahar Doğan (* 1974), Marathonläuferin
- Nihat Ergün (* 1962), Politiker
- Özden Öngün (* 1978), Fußballspieler
- Yenovk Schahen (1881–1915), armenischer Schauspieler im Osmanischen Reich
- Yücel Sivri (* 1961), Schriftsteller und Übersetzer
- Onur Türk (* 1988), Fußballspieler
- İbrahim Üzülmez (* 1974), Fußballspieler
- Kartal Yılmaz (* 2000), Fußballspieler